# 문재인 정부의 연표
이 문서는 문재인 정부의 연표에 관한 것이다. 

## 2017년

### 5월
- 5월 10일
  - 문재인 정부가 출범하다.[1][2]
  - 업무지시 1호로 일자리위원회를 설치하다.[3]
- 5월 12일 - 한국사 국정교과서를 폐지하다.[4]
- 5월 16일 - 대통령 직속으로 국정기획자문위원회를 설치하여 대통령직 인수위원회의 역할을 대신하게 하다.[5]
- 5월 17일 - 홍석현, 이해찬, 문희상, 송영길, 조윤제를 각각 미국, 중국, 일본, 러시아, 유럽 연합에 특사로 파견하다.[내용 1][6]
- 5월 19일 - 청와대 상춘재에서 여야 원내대표와 오찬 회동을 하다.[7][내용 2]
- 5월 24일 - 기획재정부 등 22개 부처가 국정기획자문위원회를 대상으로 사흘 간 업무보고를 실시하다.[8][9]
- 5월 31일 - 이낙연을 국무총리에 임명하다.[10]

### 6월
- 6월 1일
  - 4대강 보 6개를 상시 개방하기 시작하다.[11]
  - 노후 석탄화력발전소 8기를 한 달 간 가동중단하다.[12]
- 6월 9일 - 김동연을 기획재정부 장관에 임명하다.[13]
- 6월 16일 - 김부겸, 도종환, 김영춘을 각각 행정자치부 장관, 문화체육관광부 장관, 해양수산부 장관에 임명하다.[14][내용 3]
- 6월 18일 - 강경화를 외교부 장관에 임명하다.[15]
- 6월 19일 - 정부가 첫 번째 부동산 대책을 발표하다.[16]
- 6월 21일 - 김현미를 국토교통부 장관에 임명하다.[17]
- 6월 27일 - 정부가 신고리원자력발전소 5·6호기의 공사 일시중단을 결정하다.[18]
- 6월 29일 - 문재인 대통령이 다음 달 3일까지 3박 5일 간 미국을 공식 실무방문하다.[19][20]

### 7월
- 7월 3일 - 조명균, 김영록을 각각 통일부 장관, 농림축산식품부 장관에 임명하다.[21]
- 7월 4일 - 김상곤, 김은경을 각각 교육부 장관, 환경부 장관에 임명하다.[22]
- 7월 6일 - 문재인 대통령이 7일부터 1박 2일 간 진행되는 G20 정상회의에 참석하기 위해 독일로 출국하다.[23][24]
- 7월 7일 - 정현백을 여성가족부 장관에 임명하다.[25]
- 7월 11일 - 유영민을 미래창조과학부 장관에 임명하다.[26][내용 4]
- 7월 13일 - 송영무를 국방부 장관에 임명하다.[27]
- 7월 15일 - 최저임금위원회가 2018년도 최저임금을 시간당 7,530원으로 결정하다.[28]
- 7월 17일 - 신고리 5·6호기의 건설 중단 여부를 시민참여단이 결정하도록 정하고 이 과정을 공정하게 진행하게 하기 위해 신고리 5·6호기 공론화위원회를 설치하다.[29]
- 7월 19일
  - 국정기획자문위원회가 100대 국정과제 등 5년 동안의 국정 설계도를 발표하다.[30]
  - 박상기를 법무부 장관에 임명하다.[31]
- 7월 20일 - 정부가 공공부문 비정규직의 정규직 전환 추진계획을 발표하다.[32]
- 7월 22일
  - 추가경정예산안이 국회 본회의를 통과하다.[33]
  - 백운규, 박능후를 각각 산업통상자원부 장관, 보건복지부 장관에 임명하다.[34]
- 7월 26일 - 「정부조직법」 개정안을 공포하여 정부 조직을 개편하다.[35][36]

### 8월
- 8월 2일 - 정부가 두 번째 부동산 대책을 발표하다.[37]
- 8월 9일 - 문재인 대통령이 문재인 케어로 대변되는 국민건강보험 보장성 강화대책을 발표하다.[38]
- 8월 14일 - 김영주를 고용노동부 장관에 임명하다.[39]
- 8월 22일 - 31일까지 22개 부처에 의한 업무보고가 시행되다.[40]
- 8월 31일 - 교육부가 이달 10일에 발표했던 수능개편 시안을 1년 간 유예하기로 결정하다.[41][42]

### 9월
- 9월 3일 - 조선민주주의인민공화국이 핵 실험을 실시하다.[43]
- 9월 5일 - 정부가 8.2 부동산 대책의 후속조치를 발표하다.[44]
- 9월 6일 - 1박 2일 간의 동방 경제포럼에 참석하기 위해 러시아 블라디보스토크로 출국하다.[45]
- 9월 7일 - THAAD 발사대 6기를 모두 배치하여 작전운용에 들어가다.[46]
- 9월 11일 - 김이수 헌법재판소장 후보자가 국회 인준에서 부결되다.[47]
- 9월 25일
  - 김명수가 대법원장에 취임하다.[48]
  - 고용노동부가 양대지침을 폐기하다.[49]
- 9월 26일 - 환경부가 미세먼지 관리 종합대책을 발표하다.[50]

### 10월
- 10월 11일 - 중국인민은행과 통화 스와프를 3년 연장하다.[51]
- 10월 12일 - 2017년 국정감사가 20일 동안 진행되다.[52][53]
- 10월 18일 - 일자리위원회가 일자리 정책 5년 로드맵을 발표하다.[54]
- 10월 20일 - 시민참여단이 신고리 5·6호기의 건설 재개를 결정하다.[55]
- 10월 24일 - 정부가 가계부채 종합대책을 발표하다.[56]
- 10월 25일 - 조윤제, 노영민, 이수훈, 우윤근을 각각 미국, 중국, 일본, 러시아 대사에 임명하다.[57]

### 11월
- 11월 1일 - 문재인 대통령이 국회에서 예산안 시정연설을 하다.[58]
- 11월 2일 - 기획재정부가 혁신창업 생태계 조성방안을 발표하다.[59]
- 11월 7일 - 도널드 트럼프 미국 대통령이 1박 2일의 일정으로 국빈방문하다.[60][61]
- 11월 8일 - 아시아 태평양 경제협력체 정상회의 및 동남아시아 국가 연합 + 3 정상회의 참석을 위해 7박 8일의 일정으로 동남아시아 3개국을 순방하다.[62][내용 5]
- 11월 12일 - 유엔 안전 보장 이사회에서 대북제재 결의안 제2375호를 만장일치로 통과시키다.[64]
- 11월 15일
  - 경상북도 포항시에서 규모 5.4의 지진이 발생하다.[65]
  - 포항 지진의 여파로 2018학년도 대학수학능력시험이 실시 하루를 앞두고 1주일 연기되다.[66]
- 11월 16일 - 캐나다 은행과 한도와 만기가 설정되지 않은 통화 스와프를 체결하다.[67]
- 11월 21일 - 홍종학을 중소벤처기업부 장관에 임명하다.[68]
- 11월 22일 - 샤브카트 미르지요예프 우즈베키스탄 대통령이 3박 4일의 일정으로 국빈방문하다.[69]
- 11월 23일 - 대학수학능력시험이 실시되다.[70]
- 11월 24일 - 이진성이 헌법재판소장에 취임하다.[71]
- 11월 27일 - 교육부가 고교학점제 추진 방향 및 연구학교 운영계획을 발표하다.[72]
- 11월 28일 - 마이트리팔라 시리세나 스리랑카 대통령이 2박 3일의 일정으로 국빈방문하다.[73]

### 12월
- 12월 5일 - 국회가 2016회계연도 결산안을 통과시키다.[74]
- 12월 6일 - 2018회계연도 예산안이 국회 본회의를 통과하다.[75][76]
- 12월 10일 - 대한의사협회가 덕수궁에서 문재인 케어 반대 총궐기대회를 열다.[77]
- 12월 13일 - 3박 4일의 일정으로 중화인민공화국을 국빈방문하다.[78]
- 12월 27일
  - 외교부의 위안부 합의 TF가 3개월의 활동을 끝내고 조사 결과를 발표하다.[79]
  - 권순일이 중앙선거관리위원회 위원장에 취임하다.[80]
- 12월 30일 - 정부가 새해를 앞두고 6,444명에 대해 특별사면을 단행하다.[81]

## 2018년

### 1월
- 1월 1일
  - 문재인 대통령이 새해 신년사를 발표하다.[82][83]
  - 김정은 조선민주주의인민공화국 노동당 위원장이 신년사를 통해 평창 올림픽 참가 의사를 밝히며 남북 대화를 제안하다.[84][85]
- 1월 2일 - 최재형을 감사원장에 임명하다.[86]
- 1월 3일 - 1년 11개월 동안 끊어져 있던 남북 판문점 연락채널이 재개통되다.[87]
- 1월 4일 - 한미 양국이 평창 올림픽 기간 동안 연합 군사훈련을 실시하지 않기로 합의하다.[88]
- 1월 8일 - 칼둔 칼리파 알 무바라크 아부다비 행정청장이 방한하다.[89]
- 1월 9일
  - 남북이 공동경비구역 평화의 집에서 남북 고위급 회담을 열어 공동보도문을 발표하다.[90][91]
  - 외교부가 한일 위안부 합의에 대한 입장을 발표하다.[92]
- 1월 10일 - 정부가 신년 기자회견을 진행하다.[93]
- 1월 11일 - 법무부와 금융위원회가 암호화폐 거래소 폐쇄를 추진하고 있다고 밝히다.[94][내용 6]
- 1월 14일 - 청와대가 권력기관 개혁에 관한 방안을 발표하다.[97]
- 1월 15일 - 남북이 판문점에서 실무회담을 진행하다.[98]
- 1월 16일 - 청와대에서 중소기업인들을 초청해 만찬 간담회를 가지다.[99]
- 1월 17일 - 남북이 평화의 집에서 차관급 실무회담을 진행하다.[100]
- 1월 18일 - 정부 부처가 29일까지 이낙연 총리에게 신년 업무보고를 시행하다.[101]
- 1월 21일 - 현송월 삼지연 관현악단장 등 7명이 평창올림픽 공연장 점검을 위해 1박 2일의 일정으로 방남하다.[102]
- 1월 23일 - 금강산과 마식령 스키장을 사전점검하기 위한 선발대가 2박 3일의 일정으로 방북하다.[103]
- 1월 25일 - 북한 아이스하키 선수단 15명과 선발대 8명이 방남하다.[104]
- 1월 30일 - 청와대에서 장차관급 인사 144명이 참여한 장차관 워크숍을 개최하다.[105]
- 1월 31일 - 경제사회발전노사정위원회가 8년 2개월 만에 양대 노총이 모두 참석하여 개최하다.[106]

### 2월
- 2월 6일 - 케르스티 칼률라이드 에스토니아 대통령이 방한하다.[107]
- 2월 7일 - 쥘리 파예트 캐나다 총독과 달리아 그리바우스카이테 리투아니아 대통령이 방한하다.[108]
- 2월 8일 - 알랭 베르세 스위스 대통령, 프랑크발터 슈타인마이어 독일 대통령, 안제이 두다 폴란드 대통령과 마이크 펜스 미국 부통령이 방한하다.[109][110]
- 2월 9일
  - 2018년 동계 올림픽이 개최하다.[111]
  - 김영남 최고인민회의 상임위원장, 아베 신조 일본 총리, 안토니우 구테흐스 유엔 사무총장, 마르크 뤼터 네덜란드 총리가 방한하다.[112][113][114]
  - 스위스 국립은행과 100억 스위스 프랑 규모의 통화 스와프를 3년 만기로 체결하다.[115]
- 2월 13일 - 라이몬츠 베요니스 라트비아 대통령이 방한하다.[116]
- 2월 15일 - 에르나 솔베르그 노르웨이 총리가 방한하다.[117]

### 내용주
1. ↑  홍석현과 문희상은 17일, 이해찬과 조윤제는 18일에 출발했으며, 송영길은 러시아 내부 사정으로 22일에 출국했다.
2. ↑  당시 원내대표는 더불어민주당 우원식, 자유한국당 정우택, 국민의당 김동철, 바른정당 주호영, 정의당 노회찬이다.
3. ↑  김부겸 행자부 장관은 7월 26일의 정부조직 개편으로 행정안전부 장관이 된다.
4. ↑  7월 26일의 정부조직 개편으로 과학기술정보통신부 장관이 된다.
5. ↑  첫 방문지인 인도네시아는 2박 3일의 일정으로 국빈방문하였다.[63]
6. ↑  다만, 청와대는 폐쇄가 확정이 아니라며 한발 물러섰으며 대통령과 총리는 부처 간 협의와 입장 조율을 강조하며 법무부 장관을 질책했다.[95][96]

### 참조주
1. ↑  박혜진 (2017년 5월 10일). “오늘 약식 취임식…공식 직무 시작”. 《KBS》. 2017년 12월 29일에 확인함.
2. ↑  박원기 (2017년 5월 10일). “외교부, 세계 각국 공관에 ‘文 대통령 임기 시작’ 통보”. 《KBS》. 2017년 12월 29일에 확인함.
3. ↑  “'일자리 대통령' 약속한 文대통령 1호 업무지시…'일자리위원회' 구성”. 《MBN》. 2017년 5월 10일. 2017년 12월 29일에 확인함.
4. ↑  “박근혜 정부 국정교과서, 최종본 공개 102일만에 폐지 수순”. 《서울신문》. 2017년 5월 12일. 2017년 12월 29일에 확인함.
5. ↑  황진영 (2017년 5월 17일). “국정기획자문위원회 설치안 오늘 국무회의에서 의결”. 《아시아경제》. 2017년 12월 29일에 확인함.
6. ↑  유태영; 김예진 (2017년 5월 16일). “정상간 통화 이은 특사 파견… 4강 외교 본격 시동”. 《세계일보》. 2017년 12월 29일에 확인함.
7. ↑  김한솔 (2017년 5월 19일). “[문 대통령·5당 원내대표 회동]청 권위·관행 뺀 ‘원탁 오찬’”. 《경향신문》. 2017년 12월 29일에 확인함.
8. ↑  김구연 (2017년 5월 24일). “국정기획위, 오늘 부처별 업무보고 청취 개시”. 《노컷뉴스》. 2017년 12월 29일에 확인함.
9. ↑  임형섭 (2017년 5월 25일). “'미니인수위' 내일 업무보고…4대강·남북대화·세월호 논의”. 《연합뉴스》 (서울). 2017년 12월 29일에 확인함.
10. ↑  김성휘; 최경민 (2017년 5월 31일). “文 대통령, 이낙연 총리에 임명장 "민생 총리 해달라, 권한 보장할 것"”. 《머니투데이》. 2017년 12월 29일에 확인함.
11. ↑  박민규 (2017년 6월 1일). “정부, 1일 오후 2시부터 4대강 보 6개 상시 개방”. 《아시아경제》. 2017년 12월 29일에 확인함.
12. ↑  오현석 (2017년 6월 1일). “[현장M출동] 노후 발전소 한 달간 '셧다운'…효과 있을까”. 《MBC》. 2018년 1월 31일에 확인함.
13. ↑  “김동연 경제부총리 부부에게 자리 내준 文대통령”. 《MBN》. 2017년 6월 9일. 2017년 12월 29일에 확인함.
14. ↑  이상헌 (2017년 6월 16일). “文대통령, 김부겸·도종환·김영춘 장관 임명장 수여”. 《서울》. 2017년 12월 29일에 확인함.
15. ↑  조미현; 배정철 (2017년 6월 18일). “강경화 임명 강행…문재인 대통령 "외교장관 비워둘 수 없는 상황"”. 《한국경제》. 2018년 1월 11일에 원본 문서에서 보존된 문서. 2017년 12월 29일에 확인함.
16. ↑  “文 정부 첫 부동산 대책 발표…구체적 내용 살펴보니”. 《SBS》. 2017년 6월 19일. 2017년 12월 29일에 확인함.
17. ↑  문형철 (2017년 6월 21일). “文 대통령, 김현미 국토교통부 장관 임명”. 《파이낸셜뉴스》. 2017년 12월 29일에 확인함.
18. ↑  김수영 (2017년 6월 27일). “'공정률 30%' 육박한 신고리 5·6호기, 공사 일시 중단”. 《SBS》. 2017년 12월 29일에 확인함.
19. ↑  김도균 (2017년 6월 29일). “[리포트+] 방미에 '공식 실무방문' 선택한 文 대통령…'국빈급'이라고 하는 이유”. 《SBS》. 2017년 12월 29일에 확인함.
20. ↑  김한솔 (2017년 6월 29일). “[문재인 대통령 방미]블레어하우스서 3박…실무방문이지만 이례적 환대”. 《경향신문》. 2017년 12월 29일에 확인함.
21. ↑  김도원 (2017년 7월 3일). “문재인 대통령, 통일부·농식품부 장관 등 임명장 수여”. 《YTN》. 2017년 12월 29일에 확인함.
22. ↑  김현; 서미선 (2017년 7월 4일). “文대통령, 김상곤 부총리·김은경 환경장관 임명장 수여”. 《뉴스1》 (서울). 2017년 12월 29일에 확인함.
23. ↑  심진용 (2017년 7월 6일). “개성 강한 ‘신입’들…어디로 튈지 모르는 G20”. 《경향신문》. 2017년 12월 29일에 확인함.
24. ↑  조수현 (2017년 7월 6일). “올해 G20 정상회의 관전 포인트는?”. 《YTN》. 2017년 12월 29일에 확인함.
25. ↑  이지현 (2017년 7월 7일). “文, 여가부 장관 보고서 채택 반나절만에 해외서 전자결제 왜?”. 《이데일리》. 2018년 1월 12일에 원본 문서에서 보존된 문서. 2017년 12월 29일에 확인함.
26. ↑  김민석 (2017년 7월 11일). “영민 미래부 장관 11일 취임…통신업계 “합리적 통신비 정책 기대“”. 《아시아투데이》. 2017년 12월 29일에 확인함.
27. ↑  김기현 (2017년 7월 13일). “송영무 국방장관 임명…조대엽 자진 사퇴”. 《KBS》. 2017년 12월 29일에 확인함.
28. ↑  이세중 (2017년 7월 15일). “내년도 최저임금 7,530원…16.4% 인상”. 《KBS》. 2017년 12월 29일에 확인함.
29. ↑  강광우 (2017년 7월 17일). “[단독]신고리 5·6호기 공론화위원회에 분과위원회·공론화지원단·자문위 둔다”. 《서울경제》. 2017년 12월 29일에 확인함.
30. ↑  신호 (2017년 7월 19일). “'국민의 나라 정의로운 대한민국'...오늘 문재인 정부 5년 설계도 발표”. 《YTN》. 2017년 12월 29일에 확인함.
31. ↑  이상헌 (2017년 7월 19일). “文대통령, 박상기 법무장관·최종구 금융위원장 임명”. 《연합뉴스》 (서울). 2017년 12월 29일에 확인함.
32. ↑  임지훈 (2017년 7월 20일). “공공 비정규직 최대 20만명, 올 연말까지 정규직 전환”. 《서울경제》. 2017년 12월 29일에 확인함.
33. ↑  “'일자리 추경' 45일만에 국회 통과…"2008년 이후 가장 오래 걸렸다"”. 《한국경제》. 2017년 7월 22일. 2018년 1월 11일에 원본 문서에서 보존된 문서. 2017년 12월 29일에 확인함.
34. ↑  장서우 (2017년 7월 22일). “문 대통령 법무 산자 복지부장관 임명, 남은 인선은?”. 《뉴시스》 (서울). 2017년 12월 29일에 확인함.
35. ↑  김병채 (2017년 7월 21일). “72일만에 밑그림 그린 文정부… 약체 내각에 맡겨진 큰 정부”. 《문화일보》. 2017년 12월 29일에 확인함.
36. ↑  박철근 (2017년 7월 25일). “중소벤처기업부·행정안전부·소방청 등 26일 공식 출범”. 《이데일리》. 2018년 1월 12일에 원본 문서에서 보존된 문서. 2017년 12월 29일에 확인함.
37. ↑  김경기 (2017년 8월 2일). “부동산 초강력대책 발표…12개 지역 집중 규제”. 《MBN》. 2017년 12월 29일에 확인함.
38. ↑  이지현 (2017년 8월 9일). “문재인 케어 살펴보니…24만 중증치매 진료비 10분의 1로 경감”. 《이데일리》. 2018년 1월 12일에 원본 문서에서 보존된 문서. 2017년 12월 29일에 확인함.
39. ↑  박태우; 이정애 (2017년 8월 14일). “김영주 고용장관 “노동자를 노동자라 부르겠다””. 《한겨레》. 2017년 12월 29일에 확인함.
40. ↑  김상윤 (2017년 8월 22일). “文대통령 vs 장관 토론 배틀 스타트...부처별 업무보고 이슈는(종합2)”. 《이데일리》. 2018년 1월 12일에 원본 문서에서 보존된 문서. 2017년 12월 29일에 확인함.
41. ↑  홍진아 (2017년 8월 10일). ““전과목 절대평가냐 4과목 절대평가냐”…수능 개편 시안 공개”. 《KBS》. 2017년 12월 29일에 확인함.
42. ↑  김지영 (2017년 8월 31일). “수능 개편 1년 늦춘다...중3은 현행 유지”. 《YTN》. 2017년 12월 29일에 확인함.
43. ↑  유신모; 박영환 (2017년 9월 3일). “[북한 6차 핵실험]“ICBM용 수소탄 성공” 레드라인 근접”. 《경향신문》 (워싱턴). 2017년 12월 29일에 확인함.
44. ↑  김병덕 (2017년 9월 5일). “민간택지도 분양가상한제 적용 쉬워진다”. 《파이낸셜뉴스》. 2017년 12월 29일에 확인함.
45. ↑  정아연 (2017년 9월 6일). “文대통령, 동방경제포럼 참석차 오늘 러시아로 출국”. 《KBS》. 2017년 12월 29일에 확인함.
46. ↑  팽재용 (2017년 9월 7일). “사드 발사대 추가배치 완료…1개 포대 곧 작전운용”. 《연합뉴스TV》. 2018년 1월 31일에 확인함.
47. ↑  정제혁; 박광연 (2017년 9월 11일). “김이수 헌재소장 임명동의안 부결...헌정사상 처음”. 《경향신문》. 2017년 12월 29일에 확인함.
48. ↑  김현 (2017년 9월 25일). “文대통령 "사법부 크게 달라져야"…김명수 "국민기대 잘 알아"”. 《뉴스1》 (서울). 2017년 12월 29일에 확인함.
49. ↑  김대우 (2017년 9월 25일). “김영주 장관 “양대지침은 정부가 법 어긴 것…폐기, 고용유연성과 연관 없어””. 《헤럴드경제》. 2017년 12월 29일에 확인함.
50. ↑  이도경 (2017년 9월 26일). “정부, 미세먼지 종합대책 발표… 노후 火電 7곳 2022년까지 폐쇄”. 《국민일보》. 2018년 1월 31일에 확인함.
51. ↑  하현옥 (2017년 10월 13일). “사드 보복하던 중국이 통화스와프 연장에 합의한 이유는”. 《중앙일보》. 2018년 2월 19일에 확인함.
52. ↑  김범수; 김경희; 안희; 배영경 (2017년 10월 12일). “文정부 첫 국정감사 개막…여야, '적폐' vs '新적폐' 충돌”. 《연합뉴스》 (서울·세종). 2017년 12월 29일에 확인함.
53. ↑  전준형 (2017년 10월 12일). “문재인 정부 첫 국정감사 돌입...'적폐 청산' vs '무능 심판'”. 《YTN》. 2017년 12월 29일에 확인함.
54. ↑  박영우 (2017년 10월 18일). “일자리 5년 로드맵…사회적 기업·창업 연계 '새 전략'”. 《JTBC》. 2017년 12월 29일에 확인함.
55. ↑  정상균 (2017년 10월 20일). “원전 공사 재개하며 脫원전도 지속… ‘신의 한수’ 된 권고안”. 《파이낸셜뉴스》. 2017년 12월 29일에 확인함.
56. ↑  박의래 (2017년 10월 24일). “[가계부채대책] 취약차주 맞춤형 지원…연체금리 낮추고 채권소각”. 《연합뉴스》 (서울). 2017년 12월 29일에 확인함.
57. ↑  김병채 (2017년 10월 25일). “文 “외교 다변화에도 美·中·日·러가 기본”… 4强대사 신임장”. 《문화일보》. 2017년 12월 29일에 확인함.
58. ↑  정유미 (2017년 11월 1일). “[풀영상] 文 대통령, 국회 시정연설…예산안·개혁법안 협조 당부”. 《SBS》. 2017년 12월 29일에 확인함.
59. ↑  이해준 (2017년 11월 2일). “김동연 “기술탈취 기업 무관용 원칙으로 일벌백계”…혁신창업 생태계 조성방안 발표”. 《헤럴드경제》. 2017년 12월 29일에 확인함.
60. ↑  김회경 (2017년 11월 7일). “문 대통령, 평택 미군 기지 먼저 내려가 트럼프 파격 영접”. 《한국일보》. 2017년 12월 29일에 확인함.
61. ↑  김토일 (2017년 11월 7일). “트럼프 미 대통령 국빈방한 주요 일정”. 《연합뉴스》 (서울). 2017년 12월 29일에 확인함.
62. ↑  노효동; 이상헌 (2017년 11월 8일). “文대통령, 자카르타로 출국…7박8일 동남아 순방 돌입”. 《연합뉴스》 (성남). 2017년 12월 29일에 확인함.
63. ↑  장윤희 (2017년 11월 8일). “文대통령 인도네시아 도착…9일 조코위 대통령과 정상회담”. 《뉴시스》 (자카르타). 2017년 12월 29일에 확인함.
64. ↑  신진우; 박정훈 (2017년 9월 12일). “안보리, 새 대북제재 결의안 만장일치 통과…美, 실효성 확보에 올인”. 《동아일보》 (워싱턴). 2017년 12월 29일에 확인함.
65. ↑  김종우; 성서호 (2017년 11월 15일). “[포항 지진] '지진 공포' 확산…"한반도 안전지대 아니다"(종합)”. 《연합뉴스》. 2017년 12월 29일에 확인함.
66. ↑  이도경 (2017년 11월 15일). “1주일 연기… “지진 피해 포항, 시험 어려워””. 《국민일보》. 2017년 12월 29일에 확인함.
67. ↑  박성호 (2017년 11월 17일). “한-캐나다 무제한 통화 스와프...외환위기 강력한 '안전판'”. 《YTN》. 2018년 2월 19일에 확인함.
68. ↑  김보협 (2017년 11월 21일). “홍종학 장관 임명…195일 만에 조각 마침표”. 《한겨레》. 2017년 12월 29일에 확인함.
69. ↑  조미현 (201). “샤브카트 미르지요예프 우즈벡 대통령 국빈 방한”. 《한국경제》. 2018년 1월 11일에 원본 문서에서 보존된 문서. 2018년 1월 11일에 확인함.
70. ↑  백영미 (2017년 11월 23일). “김상곤부총리 "포항 수능 무사히 종료…국민께 감사"”. 《뉴시스》 (세종). 2017년 12월 29일에 확인함.
71. ↑  김승환 (2017년 11월 24일). “이진성 헌법재판소장 임명...10개월 만에 헌재 정상화”. 《YTN》. 2017년 12월 29일에 확인함.
72. ↑  문영재 (2017년 11월 27일). “'고교학점제' 2022년 전면 도입…내년 연구학교 60곳 시범운영”. 《머니투데이》 (세종). 2017년 12월 29일에 확인함.
73. ↑  김선웅 (2017년 11월 28일). “마이트리팔라 시리세나 스리랑카 대통령 방한”. 《뉴시스》 (인천공항). 2018년 1월 11일에 확인함.
74. ↑  김남권; 임형섭 (2017년 12월 5일). “예결위, 지난해 결산안 '늑장 처리'”. 《연합뉴스》 (서울). 2017년 12월 29일에 확인함.
75. ↑  송수진 (2017년 12월 6일). “내년 예산안 진통 끝 통과…정치권 후폭풍”. 《KBS》. 2017년 12월 29일에 확인함.
76. ↑  이건희 (2017년 12월 6일). “[인포그래픽]'지난했던' 새해 예산안 국회 통과 일지”. 《머니투데이》. 2017년 12월 29일에 확인함.
77. ↑  김민수; 황재하 (2017년 12월 10일). “의사 3만명 '문재인 케어 철회' 거리 집회…시청앞 혼잡”. 《연합뉴스》 (서울). 2017년 12월 29일에 확인함.
78. ↑  노효동; 이상헌 (2017년 12월 13일). “문 대통령, 중국 베이징 안착…3박4일 국빈방중 일정 시작”. 《연합뉴스》 (서울). 2017년 12월 29일에 확인함.
79. ↑  유지혜 (2017년 12월 27일). “[위안부 TF 발표]책임-사죄-보상 3종 세트 얻으려 최종해결 확인-비방 자제-소녀상 노력 패키지딜”. 《중앙일보》. 2017년 12월 29일에 확인함.
80. ↑  김남일 (2017년 12월 27일). “권순일 제20대 중앙선관위원장 취임”. 《한겨레》. 2017년 12월 29일에 확인함.
81. ↑  강태화 (2017년 12월 30일). “문재인 정부 6444명 특별사면 … 정봉주 - 용산 점거 농성자 포함”. 《중앙일보》. 2017년 12월 30일에 확인함.
82. ↑  이재승 (2018년 1월 1일). “문 대통령 새해 신년사 "국민 손 맞잡고 더 힘차게 전진"”. 《JTBC》. 2018년 1월 11일에 확인함.
83. ↑  “[전문] 문재인 대통령 무술년 신년사”. 《매일경제》. 2018년 1월 1일. 2018년 1월 11일에 확인함.
84. ↑  김재중 (2018년 1월 1일). “[김정은 신년사]“평창 참가 용의” 남북 대화 제안”. 《경향신문》. 2018년 1월 11일에 확인함.
85. ↑  박현주 (2018년 1월 1일). “"평창 대표단 용의" 김정은 깜짝 신년사…달라진 북한”. 《JTBC》. 2018년 1월 11일에 확인함.
86. ↑  이동현 (2018년 1월 2일). “최재형 “감사기능 전문화... 정치적 중립ㆍ독립성 지켜낼 것””. 《한국일보》. 2018년 1월 11일에 확인함.
87. ↑  “재개통된다는 '판문점 연락 채널'이 뭐길래?”. 《MBN》. 2018년 1월 3일. 2018년 1월 11일에 확인함.
88. ↑  조의준; 박국희 (2018년 1월 4일). “한미정상 "올림픽 기간 한미군사훈련 연기 합의"”. 《조선일보》. 2018년 1월 11일에 확인함.
89. ↑  정아연 (2018년 1월 8일). “칼둔 행정청장 오늘 방한…‘UAE 의혹’ 풀리나?”. 《KBS》. 2018년 1월 11일에 확인함.
90. ↑  김재중 (2018년 1월 9일). “[남북 고위급회담]평창 마중물 삼아 ‘긴장 완화’ 물꼬 텄다”. 《경향신문》. 2018년 1월 11일에 확인함.
91. ↑  박영석 (2018년 1월 9일). “9일 남북 고위급회담 시간대별 상황 (종합)”. 《연합뉴스》 (서울). 2018년 1월 11일에 확인함.
92. ↑  조준형; 이영재 (2018년 1월 9일). “강경화 "위안부합의, 문제 해결 안돼…재협상은 요구 안해"”. 《연합뉴스》 (서울). 2018년 1월 11일에 확인함.
93. ↑  조미현 (2018년 1월 10일). “문재인 대통령 "내 삶이 나아지는 나라 만들겠다"”. 《한국경제》. 2018년 1월 22일에 원본 문서에서 보존된 문서. 2018년 1월 21일에 확인함.
94. ↑  민경호 (2018년 1월 11일). “"가상화폐 거래소 폐쇄 추진"…법무부·금융위 한목소리”. 《SBS》. 2018년 1월 21일에 확인함.
95. ↑  정대연; 김지환 (2018년 1월 11일). “법무부 “가상화폐 거래소 폐쇄 추진” 청와대 “확정 안돼””. 《경향신문》. 2018년 1월 21일에 확인함.
96. ↑  장윤희 (2018년 1월 16일). “[종합]文대통령, 가상화폐 우회적 입장…"정부 혼선은 바람직하지 않아"”. 《뉴시스》 (서울). 2018년 1월 21일에 확인함.
97. ↑  신호 (2018년 1월 14일). “靑, 국정원·검·경 개혁안 발표..."국민 위한 권력기관으로 재편"”. 《YTN》. 2018년 1월 21일에 확인함.
98. ↑  김태영 (2018년 1월 15일). “엿새 만에 다시 판문점 회담…'북 예술단 파견' 실무접촉”. 《JTBC》. 2018년 1월 21일에 확인함.
99. ↑  황진영 (2018년 1월 16일). “文 대통령, 오늘 중소기업인 청와대 초청 만찬”. 《아시아경제》. 2018년 1월 21일에 확인함.
100. ↑  이정현 (2018년 1월 18일). “남북, 한반도기 공동입장·女아이스하키 단일팀 등 합의”. 《데일리한국》. 2018년 1월 21일에 확인함.
101. ↑  박승주 (2018년 1월 21일). “李총리, 23~25일 부처 업무보고 주재…국민안전·경제·사회부문”. 《뉴스1》 (서울). 2018년 1월 21일에 확인함.
102. ↑  황혜경 (2018년 1월 21일). “北 공연 점검단 방남...서울 온 현송월”. 《YTN》. 2018년 1월 21일에 확인함.
103. ↑  정인환 (2018년 1월 23일). “남 선발대 12명 방북…금강산 거쳐 마식령으로”. 《한겨레》. 2018년 1월 31일에 확인함.
104. ↑  조성원 (2018년 1월 25일). “北 아이스하키 선수단 방남…진천서 단일팀 합류”. 《KBS》. 2018년 1월 31일에 확인함.
105. ↑  정유미 (2018년 1월 30일). “문 대통령, 장·차관 워크숍 주재…"정부의 최우선 역할은 국민 삶 지키기"”. 《SBS》. 2018년 1월 31일에 확인함.
106. ↑  강세훈 (2018년 1월 31일). “8년만에 열린 완전체 노사정대표자회의...시작부터 기싸움”. 《뉴시스》 (서울). 2018년 2월 19일에 확인함.
107. ↑  “문 대통령, 에스토니아 대통령과 정상회담”. 《매일경제》. 2018년 2월 6일. 2018년 2월 19일에 확인함.
108. ↑  김재득 (2018년 2월 7일). “문재인 대통령, 캐나다·리투아니아와 정상회담”. 《중부일보》. 2018년 2월 19일에 확인함.
109. ↑  김은희 (2018년 2월 8일). “文대통령, 獨·스위스 등 유럽 정상 상대로 '북핵 외교전'”. 《파이낸셜뉴스》. 2018년 2월 19일에 확인함.
110. ↑  이상헌 (2018년 2월 8일). “문 대통령 "비핵화 대화로 北 이끌 것"…美펜스 "최대한 압박"”. 《연합뉴스》 (서울). 2018년 2월 19일에 확인함.
111. ↑  장현구 (2018년 2월 9일). “[올림픽] 문재인 대통령, 평창동계올림픽 개회 선언…17일간 열전 시작”. 《연합뉴스》 (평창). 2018년 2월 19일에 확인함.
112. ↑  서혜림 (2018년 2월 9일). “여야, 김영남·김여정 방남에 온도차…"환영" vs "北의도 경계"”. 《연합뉴스》 (서울). 2018년 2월 19일에 확인함.
113. ↑  정유미 (2018년 2월 9일). “문 대통령-아베 3번째 정상회담…"미래 지향적 협력 추진"”. 《SBS》. 2018년 2월 19일에 확인함.
114. ↑  김성휘; 최경민 (2018년 2월 9일). “文대통령, 日총리·유엔 총장과 남북대화·비핵화 공조 모색”. 《머니투데이》. 2018년 2월 19일에 확인함.
115. ↑  하현옥 (2018년 2월 9일). “외화 마이너스 통장 하나 더 늘었다…스위스와 통화스와프 계약 체결”. 《중앙일보》. 2018년 2월 19일에 확인함.
116. ↑  장윤희 (2018년 2월 13일). “문 대통령 '발트 3국' 외교 마무리…오늘 라트비아 정상회담”. 《뉴시스》 (서울). 2018년 2월 19일에 확인함.
117. ↑  임재섭 (2018년 2월 16일). “文대통령, 노르웨이 총리 만나 "美-北대화 지지" 당부”. 《뉴데일리》. 2018년 2월 19일에 확인함.